# Tachyphonus surinamus
Tachyphonus surinamus là một loài chim trong họ Thraupidae.
Loài chim này được tìm thấy ở Brazil, Colombia, Ecuador, Guiana thuộc Pháp, Guyana, Peru, Suriname, và Venezuela. Môi trường sống tự nhiên của chúng là rừng ẩm vùng đất thấp nhiệt đới hoặc cận nhiệt đới.
Chúng được tìm thấy trong toàn bộ lưu vực sông Amazon, nhưng chỉ hạ lưu thứ ba thuộc nửa phía nam, ở phía đông nam và tây nam. Loài này có phạm vi phân bố vào Guianas ở phía đông bắc, và lưu vực sông Orinoco của Venezuela ở phía tây bắc, giới hạn phạm vi của nó, nó không được tìm thấy trong các vùng phía tây hoặc phía bắc của lưu vực Orinoco